# Patinaj viteză pe pistă scurtă
Short-track este un sport de iarnă asemănător patinajului viteză, care se desfășoară pe o pistă scurtă de 111 m și folosește patine cu lame mai scurte decât cele de long-track, îndoite într-un arc care reflectă direcția virajului pe gheață.

## Istorie
- Este un sport apărut în Canada.
- În anii '70, au fost fabricate primele patine speciale pentru short-track.
- În 1981 s-au desfășurat Campionatele Mondiale de la Paris.
- La JO de la Calgary, în 1988, short-track-ul a intrat ca sport demonstrativ în programul Jocurilor, iar peste 4 ani, la JO de la Albertville a devenit în mod oficial sport olimpic.
- În acest moment, națiunile cele mai puternice în această disciplină sunt: Canada, Coreea de Sud, SUA, Japonia și Italia.

## Regulament
- Patinatorii își dispută victoria pe o pistă redusă, de dimensiunea terenului de hochei definită de Uniunea Internațională de Patinaj, cu 5 (la 500 și 1000 m) sau 6 (la 1500 m) concurenți care se întrec unul împotriva celuilalt.
- Tehnica de patinare este caracterizată de o poziție înclinată a corpului, cu mâna atingând gheața în timpul virajelor.

Probele olimpice conțin atât întreceri individuale, cât și de ștafetă, astfel:
| Masculin - 500 m - 4,5 ture - 1000 m - 9 ture - 1500 m - 13,5 ture - 5000 m ștafetă - 27 ture | Feminin - 500 m - 4,5 ture - 1000 m - 9 ture - 1500 m - 13,5 ture - 3000 m ștafetă - 27 ture |